# Mandevilla xerophytica
Mandevilla xerophytica là một loài thực vật có hoa trong họ La bố ma. Loài này được J.F.Morales mô tả khoa học đầu tiên năm 2005.